# バウロン

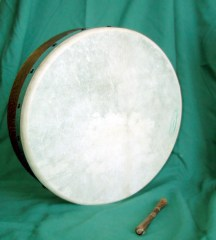
バウロン

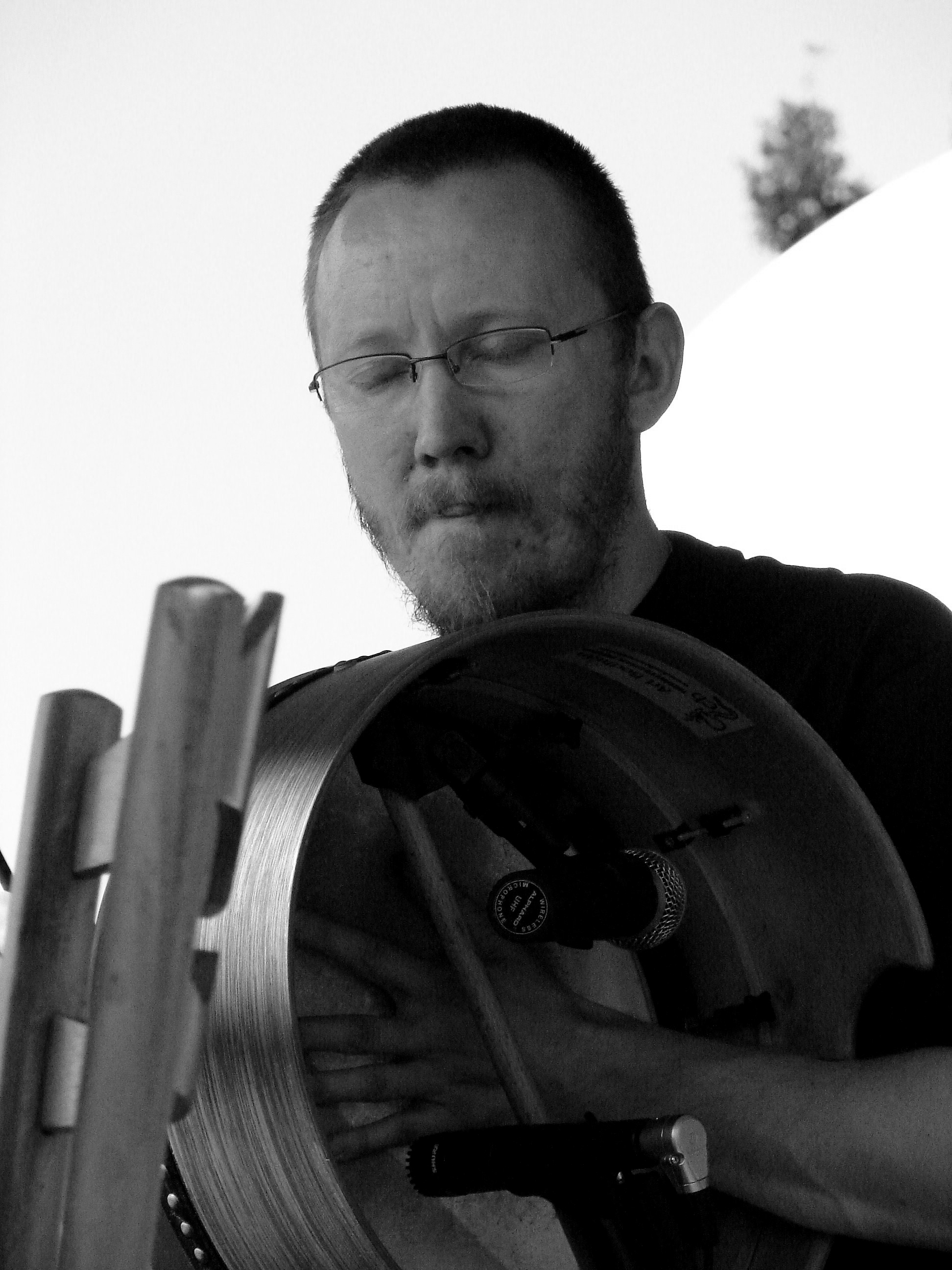
バウロンの演奏

バウロン (bodhrán) はアイルランド音楽に用いられるアイルランドのフレームドラムである。ボウローンとも呼ばれている。
アイルランド語で dh は w の発音になるため「バウロン」と発音される。
日本においては、民族音楽関連の書籍やサイトにおいて「ボドラン」ないし「ボーラン」という名で紹介されていることがあるが、この呼び方は上記のアイルランド語の発音規則に沿ったものではない。

## 名前の由来
「バウロン」という名前は、ゲール語の「bodhár（鈍い響き、耳の遠い人）」に由来したものである。

## 楽器の形態
大きさは直径25cm から65cmまで様々なものがあり、一般的なものは35cmから45cmのものである。
トネリコの木で作った枠（リム）の片側に、ヤギ、鹿、グレイハウンド、驢馬、馬などの皮を青銅の鋲で固定している。枠の高さは約12cmである。
ヒイラギやヒッコリーで作られた撥（ビーター）は、長さ約20cmで、両端に握りがある。

## 奏法
基本的に撥を鉛筆のように持ち、ドライバーを回すような手首の回転によって撥の下端を打面に打ち付けて演奏する（回転面が打面に数十度斜交するように撥を動かす）。撥の持つ位置で大きく二つの奏法に分けられ、撥の中心近くを持つケリースタイル（ないしダブルエンドスタイル）、撥の上端近くを持つシングルエンドスタイル（ないしトップエンドスタイル）がある。ロール（素早く複数回音を出す装飾音）演奏時にケリースタイルでは撥ー下端－上端－下端の順に打面を叩くことによってトリプレットでロールを行う。シングルエンドスタイルでは倍の速度で撥を素早く動かす事でロールを行う。シングルエンドスタイルでは素早く撥を動かす必要が有ることから通常、軽い撥が用いられる。
用いる撥の材質、重さ、ビーターを持つ位置、打面裏から添える手の位置、打面を裏から手で押す強さ、ビーターで叩く場所、によって音色や音高が様々に変わる。アイルランド音楽は単線のメロディー音楽であるが、このメロディーに調和するように演奏するのが良いとされる。

## 著名な演奏者
- Johnny "Ringo" McDonagh
- John Joe Kelly
- Eamon Murray